# Heitō-Gletscher
Der Heitō-Gletscher (japanisch 平頭氷河 Heitō-hyōga, deutsch ‚Flachgipfelgletscher‘) ist ein Gletscher an der Prinz-Harald-Küste des ostantarktischen Königin-Maud-Lands. Im südlichen Teil der Langhovde fließt er entlang der Südseite des  Mount Heitō in westlicher Richtung.
Luftaufnahmen und Vermessungen einer von 1957 bis 1962 dauernden japanischen Antarktisexpedition dienten seiner Kartierung. Die Benennung erfolgte 1973 in Anlehnung an diejenige des Mount Heitō.